# Municipio de Union (condado de Montgomery)
El municipio de Union (en inglés: Union Township) es un municipio ubicado en el condado de Montgomery en el estado estadounidense de Indiana. En el año 2010 tenía una población de 24587 habitantes y una densidad poblacional de 84,85 personas por km².

## Geografía
El municipio de Union se encuentra ubicado en las coordenadas 40°2′17″N 86°53′51″O / 40.03806, -86.89750. Según la Oficina del Censo de los Estados Unidos, el municipio tiene una superficie total de 289.76 km², de la cual 288.99 km² corresponden a tierra firme y (0.27%) 0.77 km² es agua.

## Demografía
Según el censo de 2010, había 24587 personas residiendo en el municipio de Union. La densidad de población era de 84,85 hab./km². De los 24587 habitantes, el municipio de Union estaba compuesto por el 93.73% blancos, el 1.24% eran afroamericanos, el 0.28% eran amerindios, el 0.79% eran asiáticos, el 0.02% eran isleños del Pacífico, el 2.67% eran de otras razas y el 1.27% pertenecían a dos o más razas. Del total de la población el 6.4% eran hispanos o latinos de cualquier raza.